# 空気
空気（くうき）とは、地球の大気圏の最下層を構成している気体で、人類が暮らしている中で身の回りにあるものをいう。
一般に空気は、無色透明で、複数の気体の混合物からなり、その組成は約8割が窒素、約2割が酸素でほぼ一定である。また水蒸気が含まれるがその濃度は場所により大きく異なる。工学など空気を利用・研究する分野では、水蒸気を除いた乾燥空気（かんそうくうき, dry air）と水蒸気を含めた湿潤空気（しつじゅんくうき, wet air）を使い分ける。

## 空気と大気
地球を覆う気体の層を「大気圏」といい、その気体そのものを日常会話や工業分野などでは「空気」、気象学など地球科学の分野では「大気」とも呼ぶ。普通日常会話で「空気」という場合には、人間が暮らしている中で身の回りに存在する地上の空気を指し、場合によっては飛行機が航行する高度のような上空の空気を指す。一方、地球科学においては同じものを「大気」という。なお、日本語における「空気」には、その場にいる人々の気分やその場の雰囲気という意味もある。

## 空気の物性
乾燥した空気1 Lの重さは、摂氏0度、1気圧（1 atm）のときに1.293 gである。1 Lで1 gというと一見小さいようであるが、垂直に数十kmも積み重なることで、地表付近の空気には大きな重さ（圧力）がかかる。1気圧は1.033 kgf/cm2なので、地表では1 cm2あたりおよそ1 kgの物体が乗っているような力が圧力として加わっている。１平方メートルあたりでは10トン、つまり土砂を積んだダンプカーが乗っているような大きな力になる。これは月と違って地球には厚い大気の層があるためであり、地表付近ではこの圧力のために空気は密集した状態になっていて、真空状態とは違った様々な影響がある。
（例）
風速、つまり空気の移動速度が大きくなるにつれ、衝突する空気の総量が増え、大きな風圧が生じることになる。帆船、ヨット、ウィンドサーフィンなどはこれを利用して大きな推力を得ているわけであるし、台風などでは巨大な破壊力となる。
また、空気は流体であり、空気の中を進む物体には揚力や抗力（空気抵抗）が生じる。鳥や飛行機の翼は大きな揚力を得ることで空気中を飛揚する。
| 密度(0 ℃ 1 atm)       | 1.293 kg/m3  |
| 平均モル質量          | 28.966 g/mol |
| 熱膨張率(100 ℃ 1 atm) | 0.003671 /K  |

常温、常圧の空気はほぼ理想気体として振る舞い、t [℃]における空気の密度ρ [kg/m3]は、大気圧をP [atm]、水蒸気圧をe [atm]とすると、
{\displaystyle \rho ={\frac {1.293P}{1+t/273.15}}\left(1-{\frac {0.378e}{P}}\right)}
と表せる。
また、セ氏0度、1気圧の乾燥空気における音速は331.45 m/s、セ氏15度では約340 m/sである。
1気圧における近似的な値だが、乾燥空気の熱伝導率はセ氏0度 - 25度の間で約0.024 W・m-1・K-1 とほとんど変わらない。
また、1気圧の乾燥空気の電気伝導率（導電率）はエアロゾルの量により大きく変わり、2.9×10−15（エアロゾル濃） - 7.88×10−15（エアロゾル薄） Ω-1・m-1（または S/m）程度であるという研究報告がある。

## 大気の組成

乾燥大気の組成を示す円グラフ。下の円は微量成分の詳細。

地球の大気は窒素、酸素のほか多数の微量成分で構成される。1cm3当たり3×1019個の分子が含まれる。以下に国際標準大気(1975)における、海面付近（1気圧）の、エアロゾル等の微粒子を除いた清浄な乾燥空気の組成を解説する。
(*)を付けた成分は、呼吸や光合成などの生物の活動、車や工場の排気ガスなどの産業活動、空気中で起こる光化学反応に伴う合成・分解により、場所により大きく変動する。
実際の空気中で最も変動するのは水蒸気であり、最大で4%程度、低いときは0%近くまで低下する。全球地表平均では約0.4%となる。（下表には含まない）
(+)をつけた成分は、人為的に排出される成分であり、濃度が近年著しく変化しているものである。主に産業革命以降完全に人為的に排出されて大気中に残存した成分と、元々自然界で排出されていたが産業革命以降人為的に大量に排出されて濃度が高まった成分とがある。
数値の右の(>)は、その値が通常の空気における最大値であることを示す。「1ppm>」であれば、最大1ppm、通常はそれ以下であることを意味している。
| 成分         | 化学式 | 体積比 割合（vol%） | ppm         | ppb        | 備考         |
| ------------ | ------ | ------------------- | ----------- | ---------- | ------------ |
| 窒素         | N2     | 78.084              | 780,840     | -          | [ 12 ]       |
| 酸素         | O2     | 20.9476             | 209,476     | -          | [ 12 ]       |
| アルゴン     | Ar     | 00.934              | 009,340     | -          | [ 12 ]       |
| 二酸化炭素   | CO2    | 00.041              | 000,410     | -          | +*2018年の値 |
| ネオン       | Ne     | 00.001818           | 000,018.18  | -          | [ 12 ]       |
| ヘリウム     | He     | 00.000524           | 000,005.24  | -          | [ 12 ]       |
| メタン       | CH4    | 00.000181           | 000,001.81  | 1813±2     | +2011年の値  |
| クリプトン   | Kr     | 00.000114           | 000,001.14  | -          | [ 12 ]       |
| 二酸化硫黄   | SO2    | 00.0001>            | 000,001>    | -          | *            |
| 水素         | H2     | 00.00005            | 000,000.5   | -          | [ 12 ]       |
| 一酸化二窒素 | N2O    | 00.000032           | 000,000.32  | 0324.2±0.1 | +*2011年の値 |
| キセノン     | Xe     | 00.0000087          | 000,000.087 | 0087       | [ 12 ]       |
| オゾン       | O3     | 00.000007>          | 000,000.07> | 0070>      | *            |
| 二酸化窒素   | NO2    | 00.000002>          | 000,000.02> | 0020>      | *            |
| ヨウ素       | I2     | 00.000001>          | 000,000.01> | 0010>      | *            |

| 成分                                     | 化学式   | 体積比割合（vol%） | ppm | ppb  | ppt   | 備考          |
| クロロメタン                             | CH3Cl    | 約0.000000055      | -   | 0.55 | 約550 | +* 2008年の値 |
| ジクロロジフルオロメタン(CFC-12)         | CCl2F2   | -                  | -   | -    | 約540 | + 2008年の値  |
| トリクロロフルオロメタン(CFC-11)         | CCl3F    | -                  | -   | -    | 約245 | + 2008年の値  |
| クロロジフルオロメタン(HCFC-22)          | CHClF2   | -                  | -   | -    | 約200 | + 2008年の値  |
| 一酸化炭素                               | CO       | -                  | -   | -    | 約91  | +* 2008年の値 |
| 四塩化炭素                               | CCl4     | -                  | -   | -    | 約90  | + 2008年の値  |
| トリクロロトリフルオロエタン(CFC-113)    | C2Cl3F3  | -                  | -   | -    | 約75  | + 2008年の値  |
| 1,1,1,2-テトラフルオロエタン(HFC-134a)   | C2H2F4   | -                  | -   | -    | 約50  | + 2008年の値  |
| 1-クロロ-1,1-ジフルオロエタン(HCFC-142b) | CClF2CH3 | -                  | -   | -    | 約20  | + 2008年の値  |
| 1,1-ジクロロ-1-フルオロエタン(HCFC-141b) | CCl2FCH3 | -                  | -   | -    | 約20  | + 2008年の値  |
| 1,1,1-トリクロロエタン                   | CH3CCl3  | -                  | -   | -    | 約10  | + 2008年の値  |
| 1,1-ジフルオロエタン(HFC-152a)           | C2H4F2   | -                  | -   | -    | 約4-9 | + 2008年の値  |
| 六フッ化硫黄                             | SF6      | -                  | -   | -    | 約6.5 | + 2008年の値  |
| ブロモクロロジフルオロメタン(ハロン1211) | CClBrF2  | -                  | -   | -    | 約4   | + 2008年の値  |
| ブロモトリフルオロメタン(ハロン1301)     | CBrF3    | -                  | -   | -    | 約3   | + 2008年の値  |
| アンモニア                               | NH3      | 痕跡量*            | -   | -    | -     |               |

## 空気の利用
産業用として圧縮空気は様々な場面で利用される。圧縮空気を原動力として用いる機械を空圧機械というが、圧縮機を用いたり使用者が手動で行ったりといくつかの方式がある。
また純粋な空気の利用では、ボンベ等に充填した圧縮空気、低温下で液化させた液体空気も製造される。常圧ではおよそ-190℃で液化し、液体酸素の影響から液体の空気は淡い青味を帯びた色をしている。ボンベに充填する空気は一般的に、水蒸気や微粒子成分を取り除いた乾燥空気である。
スキューバ・ダイビングで使用するタンクには圧縮空気が充填されているが、50m程度まで潜水する場合は、窒素酔いを避けるため、窒素分をヘリウムと置換した空気を用いる。
また、窒素、酸素、二酸化炭素のほか、アルゴン、クリプトン、キセノン、ネオンなどの大気中に含まれる成分は、空気を利用して冷却・圧縮、化学吸着、膜分離等の方法で産業用に製造されるものがある。
同軸ケーブルの絶縁体には当初空気が使われており、最適な特性を探った結果、特性インピーダンスが約75Ωという値となり、ポリエチレンに変更された現在でも数値が維持されている。

## 空気と大気の理解

### 空気の理解

四元素説における元素の関係図

古代ギリシャでは空気は4つの元素（四大元素：水、地、火、空気）の1つとされていた（四元素説）。
18世紀後半になるとイギリスで空気の化学（pneumatic chemistry）に関心が高まった。ジョゼフ・ブラックは固定空気（二酸化炭素）の研究を通して気体の特異性を識別し、空気の化学の基礎的な研究に貢献した。また、ジョゼフ・プリーストリーは脱フロギストン空気（dephlogisticated air）という気体（酸素）を研究し、一酸化窒素、酸化二窒素、塩化水素、アンモニア、二酸化硫黄、四フッ化ケイ素、酸素の研究について「様々な種類の空気に関する実験と観察」（Experiments and Observation on Different Kinds of Air）を出版した。 
なお、ガス（gas）という語はヤン・ファン・ヘルモントがギリシャ語で混沌を意味するchaosから作った語である。 

### 大気の理解
鉛直構造としての大気は高所に行く必要があり空気の研究に比べると遅れた。1648年、ブレーズ・パスカルはピュイ・ド・ドーム火山にガラス管と水銀を持って山に登り、高度ごとの水銀柱の高さを測定して高度により異なり、温度が同じであれば高度が低くなるほど圧力が増すことを発見した。

## 日本での空気認識と「空気」という言葉の歴史

### 沢庵和尚の実験
日本で初めて空気の存在を科学的に証明する実験を示したのは、江戸時代初期の禅宗僧の沢庵和尚（1573 - 1645）である。沢庵は『理学之捷径（りがくのしょうけい）』（1621）の中で、「気は形なけれども歴々としてあるしるしには、気が動けば風が吹くなり。人の強く走りて気が動けば、息は強くなるごとくなり」などと、空気の存在を説明した後、「桶の底におき（火がついた炭）を糊にてつけて、これを水の上に伏せて、まっすぐに水の中に押し込むに、桶の内に水いらずして、火が消えざるなり。これは桶の内にも気がいっぱい満ちてある故に、内がふさがりて水の入るべきところなく、桶の内は何もなく空なれど、気のある証拠なり」という実験を示した。
沢庵は「日本で最初の空気の存在を証明した実験」を行ったが、沢庵は戦国末期から江戸時代初期の堺や京都で活動していた多数のキリスト教宣教師からアリストテレスの自然学の講釈を知り、自分の説教に利用したと考えられる。
沢庵は『東海夜話』（1859）の中で竹鉄砲という紙玉鉄砲のおもちゃを紹介しているが、その飛ぶ理由として「先の玉と後の玉の間は空なれども、その間には気が満ちてあるゆえなり」と書いている。
沢庵は終始、「気」という言葉を用いているが、それは儒学の理気論でいう「気」一般の実在を証明したかったからである。沢庵はそれらの「気」と空気の同一性を証明したかったので「気」以外の言葉を考えることは全く無かった。

### 井原西鶴の『好色一代男』
「空気」という言葉をはじめて用いたのは井原西鶴（1642 - 1693）の『好色一代男』（1682）である。西鶴は巻七の「口添へて酒軽籠」の条で「今この目からは空気のようにおもはれはべる」と書いている。しかし、これは「うつけもの」（馬鹿者、間抜け）という意味の言葉であった。江戸時代には「空気」と書いて「うつけ」と理解する人々がいたと考えられる。
明暦五（1659）年の『乾坤弁説』にも「空気」の語が出てくるが、それはヨーロッパの四元素説を論じたものであって、今日の空気を指す言葉ではなかった。

### 空気の語の初出
今日使う意味での「空気」の語の初出は前野良沢（1723 - 1803）の『管蠡秘言』（かんれいひげん）（1777）である。そこには「空気の地球を包む者にして、その厚さ地平より上四十五度の分に及ぶ。これを空の体と号す」とあって、今日の空気をさしている。良沢は「空間を占める気」の意味で「空気」という言葉を使った。良沢は最初の蘭学者と呼べる人で、オランダの学問を知って「空気」と儒学等の「気」を区別するために「空気」という言葉を作った。

### 游気の概念
空気を中国伝来の理気論の「気」と区別する別の語として「游気（ゆうき）」も使われた。游気は中国の游子六の書いた『天経或問』で使われた言葉で、オランダ科学書を通して、日本ではじめて近代ヨーロッパの科学を学んだ志筑忠雄（1760 - 1806）が著書の中で多用した。志築は游気を水蒸気の意味でも用いており、今日の空気と全く同じというわけではなかった。志築は中国の陰陽五行説の影響も残していた。

### 1800年代初期の科学関係書
前野良沢や志築忠雄の著書は写本として伝わっただけであったが、1800年前後になると蘭学関係の本がかなり出版されるようになった。文政元（1818）年にオランダの空気銃を見て、それを複製した国友董兵衛（1778 - 1840）は『気砲記』を書いて、空気のことを「気」と書いている。当時の蘭学関係書では、「気」「空気」「游気」の3つの語がまちまちに使われていた。

### 大気という言葉
蘭学者達は空気を表す言葉として「大気」という言葉も作った。幕府の命令でオランダ語の家庭百科事典を訳した『厚生新編』（1821,1824）には空気を意味する言葉として「大気」が出てくる。訳者は大槻玄沢と宇田川玄真となっている。彼らは「空気」という訳語を不適と見なして「大気」という訳語を作った。「大気」の語はその後多くの蘭学者達に支持されて、江戸幕府末期の科学書の中で最も一般的に使われるようになった。日本に初めてラボアジェの化学を紹介した宇田川榕庵は『舎密開宗』（1837）の中で空気を一貫して「大気」と訳している。榕庵は大気の他に「瓦斯」という言葉も区別しており、その「大気」概念は近代科学の「空気」の概念と全く同じである。

### 幕末の「空気」という言葉の普及
江戸時代には「大気」という言葉は「器が大きい」という意味でも用いられていたため、それを気にした人は「大気」よりも「空気」という言葉を好んで使用した。宇田川榕庵の『舎密開宗』の1年以上後（1837年以後）に出版された鶴峯戊申（つるみねぼしん）（1788 - 1858）の『三才究理頌（さんさいきゅうりしょう）』では、「空気」の語を用いている。鶴峯は蘭学の地動説と日本神話を結びつけて宇宙論を展開し、「絶気（窒素）七分、清気（酸素）三分相交わりて、空気は整いたり」などと出てくる。元治二（1865）年ボイス著・大場雪斎訳の『民間格致問答』という日本最初の本格的な科学読み物が出版され、その中では「空気」の語が最初から最後まで用いられ、明治維新後の科学啓蒙書出版ブームに大きな影響を与えた。

### 明治元（1868）年以後
明治元年から7年頃まで、各種の科学啓蒙書が書かれ「窮理熱」というブームになった。福沢諭吉が書いた『（訓蒙）窮理図解』では、「空気の事」の中で「空気は人の目には見えざれども、この世界を囲擁して万物の内に充満せり」と書かれている。この本の影響で多くの啓蒙書が「空気」の語を採用したが、専門書では「大気」の語を使うことが多かった。

### 文部省の学制の空気概念
文部省が明治五年の学制によって教科書を出版したために、明治7年以降は民間の科学啓蒙書出版運動である窮理熱は急速にしぼんでしまった。明治五年に文部省が出した教科書では「空気」と「大気」が併用されていた。その後も明治五年から8年にかけて作られた教科書では、「大気」のみだったり、「空気」のみだったり一貫しなかった。明治10年代までの教科書以外の科学書では「空気」が「大気」よりも優勢になっていたが、統一されてはいなかった。

### 物理学訳語会による統一
「空気」の「大気」に対する勝利を確定的にしたのは、東京数学物理学会の物理学訳語会であった。訳語会の明治18年の議事録には結論として「Air　空気」として異論がなかったことが記録されている。訳語会は福沢諭吉などの大衆的な科学啓蒙書が「空気」という言葉を大衆化したため、それをそのまま認めたと考えられる。明治21年に訳語会は最終結果を印刷公表し、これ以後は「空気」の語で統一された。

## 空気と知覚
我々は空気に依存し、空気の中で生活しているが、日常生活の中でそれを意識することはあまりない。同様に生活に欠かせない水がその手応えや感触から、普段からはっきり意識されるのとは好対照である。
ただし空気は、それに流れがある時には意識される傾向があり、「風」と呼ばれるようになる。
また、その成分については、閉め切った部屋、（洞窟の中など）換気が不十分な場所など（現在の観念で言えば、酸素が不十分だったり、余計なガスが混じった状態）では意識されていて、古くから「腐った空気」「空気が腐る」といった表現がされてきた。また、香りや臭いが漂ったり、化学物質により刺激を感じるような場合も意識されるようになる。